# 奥索尼亚
奥索尼亚（義大利語：Ausonia），是意大利弗罗西诺内省的一个市镇。总面积20.1平方公里，人口2637人，人口密度131.2人/平方公里（2009年）。ISTAT代码为060012。